# Hot Dog Family
Hot Dog Family (Life on a Stick) est une série télévisée américaine en treize épisodes de 22 minutes créée par Victor Fresco dont seulement cinq épisodes ont été diffusés entre le 24 mars et le 27 avril 2005 sur le réseau FOX.
En France, la série a été diffusée à partir du 19 février 2007 sur Fun TV. Elle reste inédite dans les autres pays francophones.

## Synopsis
Cette sitcom met en scène le quotidien des jeunes employés d'un fast food.

## Distribution
- Zachary Knighton (VF : Pascal Nowak) : Laz Lackerson
- Saige Thompson (VF : Marie-Eugénie Maréchal) : Molly Callahan
- Matthew Glave (VF : Pierre Laurent) : Rick Lackerson
- Amy Yasbeck (VF : Françoise Vallon) : Michelle Lackerson
- Charlie Finn (en) (VF : Yoann Sover) : Fred
- Rachelle Lefevre (VF : Léa Gabriele) : Lily Ashton
- Maz Jobrani : Mr Hut (11 épisodes)
- Ryan Belleville (en) (VF : Paolo Domingo) : Jasper Flickman (10 épisodes)

 Source et légende : version française (VF) sur RS Doublage

## Épisodes
1. Nous sommes tous des imbéciles ! (Pilot)
2. Une drôle de relation (Liking Things the Way They Aren't)
3. La Chanson du poisson (Fish Song)
4. Le Bien contre le mal (The Defiant Ones)
5. Je t'aime (Gangs of the Mall)
6. Trop vieille pour toi (We'll Always Have Bowling)
7. L'Un pour l'autre (Breaking Away)
8. Surprise (Things People Stand For)
9. Honte sur lui (The Things We Do for Love)
10. Le Jardin d'Eden (Some Drinkin' and Some Foolin' Around)
11. Trop c'est trop (Soupless in Seattle)
12. Les Affres de la vie conjugale (Wouldn't It Be Nice?)
13. Le Destin est machiavélique (The Gods of TV)